# Nans Peters
Pour les articles homonymes, voir Peters.
Nans Peters (né le 12 mars 1994 à Monestier du Percy coureur cycliste français, membre de l'équipe AG2R Citroën. Il a notamment remporté une étape du Tour d'Italie 2019 et une étape du Tour de France 2020 .

## Biographie

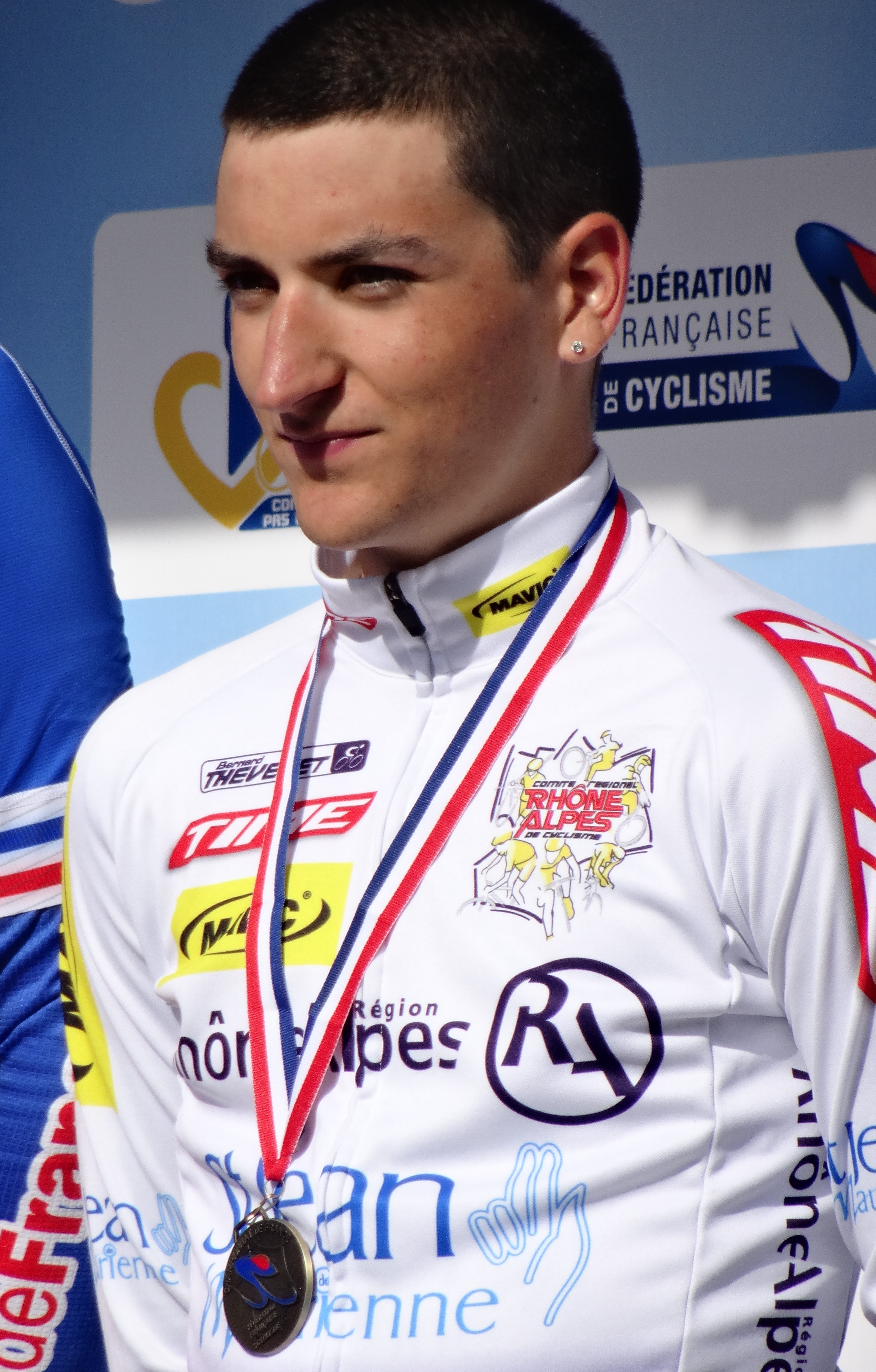
Nans Peters lors des championnats de France de cyclisme sur route 2014 à Saint-Omer.

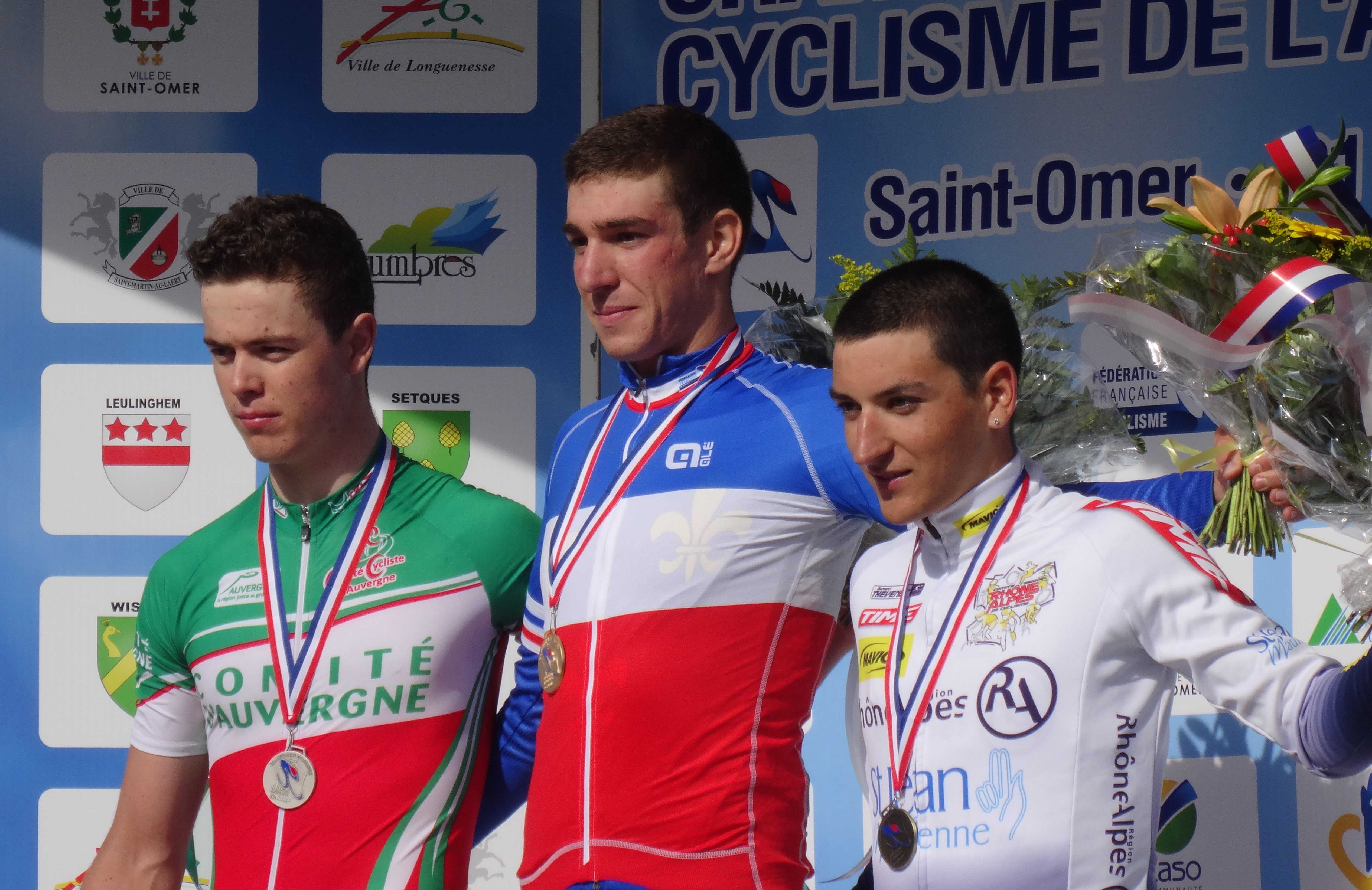
Rémi Cavagna (2e), Bruno Armirail (1er) et Nans Peters (3e) lors des championnats de France de cyclisme sur route 2014 à Saint-Omer.

### Jeunesse et carrière amateur
Nans Peters est originaire de Monestier du Percy. Né de parents français, le nom "PETERS" provient d'origines lointaines Alsaciennes. Le prénom "Nans" lui a été donné en référence au feuilleton Nans le berger.
Membre de Chambéry CC de 2010 à 2012, il est classé meilleur junior national en 2012. Il intègre alors en 2013 Chambéry Cyclisme Formation, équipe formatrice associée à l'équipe professionnelle AG2R La Mondiale. En 2014, il termine troisième du championnat de France du contre-la-montre espoirs à Saint-Omer. En 2015, il est troisième des championnats de France sur route amateurs et du contre-la-montre espoirs. Avec l'équipe de France espoirs, il est quatrième du Tour de l'Ain. Souffrant d'une fracture du fémur due à une chute lors du Tour de l'Avenir, il doit déclarer forfait pour les championnats du monde espoirs. Il est élu Vélo d'or espoirs français. Fin 2015, il s'engage pour les saisons 2017 et 2018 avec AG2R La Mondiale,,.
En août 2016, il est sélectionné en équipe de France pour participer au Tour de l'Avenir et au Tour de l'Ain,. Il détient le record du nombre de sélections chez les espoirs français (22).

### Carrière professionnelle
Nans Peters fait ses débuts professionnels avec AG2R La Mondiale lors du GP de la Marseillaise en janvier 2017.
En 2018, il commence sa saison en Australie, au Tour Down Under. Victime d'une fracture de la clavicule en mars, il doit renoncer au Tour d'Italie. Sa reprise est fructueuse, car il termine deuxième d’une étape du Tour de l'Ain, et passe tout proche de remporter une étape du Tour de Suisse, en étant repris dans les derniers kilomètres. Il découvre les grands tours en prenant part au Tour d'Espagne en septembre, où il termine quatrième de l'étape la plus longue de cette édition, au terme d'une échappée fleuve. Il participe également à son premier « monument » : le Tour de Lombardie. 
Sa saison 2019 commence de nouveau en Australie. En février, il se classe cinquième du Trofeo Laigueglia, puis il participe à un autre monument du cyclisme : Milan-San Remo,,. En mai, il participe au Tour d'Italie. Il porte le maillot blanc de leader du classement des jeunes à l'issue de la neuvième étape, où il figure à la troisième place du classement général. C'est le premier Français en blanc depuis Eddy Seigneur en 1993. Alors que son Tour d'Italie est déjà réussi, il remporte la 17e étape en ayant pris la bonne échappée. Il attaque à 16 km de l'arrivée et arrive seul à la station de biathlon d'Antholz où est située la ligne d'arrivée, avec plus d'une minute trente d'avance sur Esteban Chaves, son poursuivant. C'est sa première victoire sur le circuit World Tour. En deuxième partie de saison, il confirme en se classant 3e de la course préolympique, de Paris-Chauny et du Tour du Piémont. Il est également neuvième du Grand Prix cycliste de Montréal.
Durant l'hiver 2019, il est victime d’une mononucléose. Il fait son retour à la compétition le 13 février 2020 lors du Tour de La Provence.  Alors qu'il est échappé lors de la 8e étape du Tour de France 2020, il décroche Ilnur Zakarin dans le descente du Port de Balès, le Russe descendant "comme une chèvre". Alors que Zakarin revient à 9 secondes dans la montée du col de Peyresourde, Nans Peters réussit à conserver l’écart et s'impose finalement avec 52 secondes d'avance. En septembre, il fait partie de la sélection française qui décroche le titre mondial avec Julian Alaphilippe lors des championnats du monde d'Imola. Il réussit enfin à terminer son quatrième grand tour, la Vuelta, disputé en octobre et novembre 2020, en se classant à la trente sixième place finale. En 2021, Nans Peters participe à son deuxième Tour de France mais ne parvient pas à réitérer son exploit de l’année précédente car il abandonne lors de la 9ème étape, diminué par les douleurs due à une chute collective survenue lors de la 1ère étape.
Peters renoue avec la victoire le 1er mars 2023 lors du Trofeo Laigueglia. Il s'impose en solitaire après avoir distancé les autres membres du groupe de tête à 30 kilomètres de l'arrivée. En avril, il est quatrième du Tour du Jura puis troisième du Tour du Doubs. Cinquième du championnat de France sur route, il participe ensuite à son troisième Tour de France. Durant celui-ci, son équipe annonce la prolongation de son contrat jusqu'en fin d'année 2025.

## Palmarès et classements mondiaux

### Palmarès amateur
| - 2011 - 5e épreuve du Tour PACA juniors - 2012 - 5e épreuve du Tour PACA juniors - Week-end du Champsaur : - Classement général - 1re et 2e étapes - Classement général du Tour du Valromey - 3e étape de la Ronde des vallées - Souvenir Marius-Vial - Tour du Pays de Sisteron - 2e de la Classique des Alpes juniors - 2013 - 3e étape du Tour du Beaujolais - 2e de la Nocturne d'Aix-les-Bains - 2014 - Prix de Coligny - 2e du Grand Prix de Saint-Lyé - 2e du Tour de Mareuil-Verteillac-Ribérac - 2e du Circuit du Viaduc-Le Ponthou - 3e du championnat de France du contre-la-montre espoirs | - 2015 - 1re et 2e épreuves du Tour de l'Ardèche méridionale - Transversale des As de l'Ain - 2e du Grand Prix du Pays d'Aix - 3e du championnat de France sur route amateurs - 3e du championnat de France du contre-la-montre espoirs - 3e de Châteauroux-Limoges - 2016 - 1re épreuve du Tour de l'Ardèche méridionale - La Durtorccha - Grand Prix de Chamoux-sur-Gelon - 2e de la Boucle de l'Artois - 2e de la Nocturne de Chambéry - 3e du Tour du Jura - 3e de l'Étoile d'or |  |

### Palmarès professionnel
- 2019
  - 17e étape du Tour d'Italie
  - 3e du Tour du Piémont

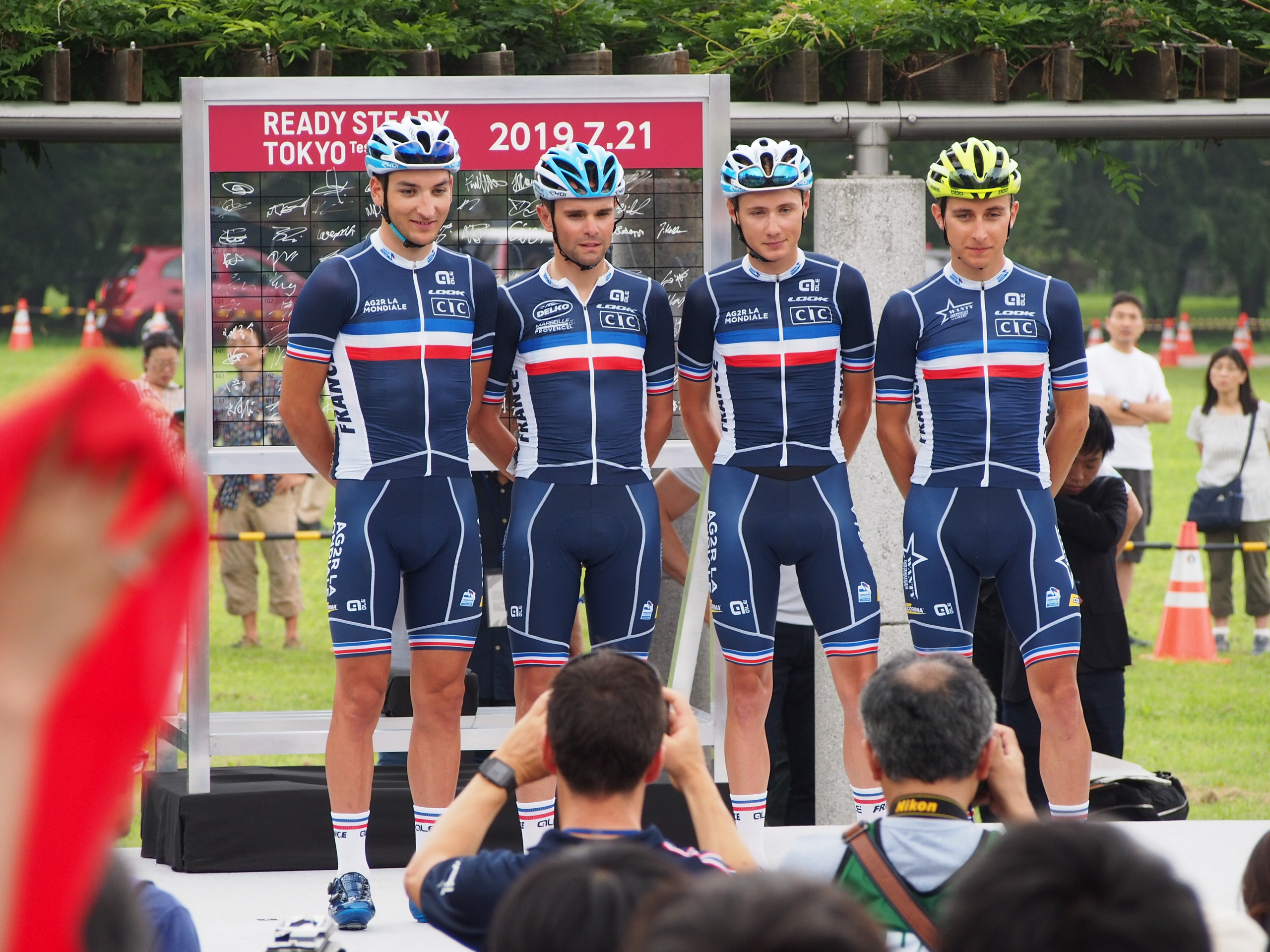
Nans Peters avec l'équipe de France lors de la course pré-olympique au Japon en 2019.

  - 3e de la course pré-olympique
  - 3e de Paris-Chauny
  - 9e du Grand Prix cycliste de Montréal
- 2020
  - 8e étape du Tour de France
- 2023
  - Trofeo Laigueglia
  - 3e du Tour du Doubs

### Résultats sur les grands tours

#### Tour de France
4 participations
- 2020 : 65e, vainqueur de la 8e étape
- 2021 : abandon (9e étape)
- 2023 : 73e
- 2024 : 76e

#### Tour d'Italie
2 participations
- 2019 : 61e, vainqueur de la 17e étape
- 2022 : 58e

#### Tour d'Espagne
3 participations
- 2018 : 72e
- 2020 : 36e
- 2022 : 61e

### Classements mondiaux
| Année                                 | 2014 | 2015 | 2016  | 2017  | 2018 | 2019 | 2020 | 2021  | 2022 | 2023 | 2024 |
| ------------------------------------- | ---- | ---- | ----- | ----- | ---- | ---- | ---- | ----- | ---- | ---- | ---- |
| UCI World Tour                        |      |      | nc    | 315e  | 281e |      |      |       |      |      |      |
| Classement mondial                    |      |      | 2079e | 1297e | 646e | 137e | 193e | 1151e | 919e | 224e | 638e |
| UCI Europe Tour                       | 657e | 380e | 1380e | 1380e | 505e | 112e | 160e | 852e  | 675e | nc   | nc   |
|                                       |      |      |       |       |      |      |      |       |      |      |      |
| Légende : nc = non classéSource : UCI |      |      |       |       |      |      |      |       |      |      |      |

## Distinctions
- Vélo d'or espoirs français : 2015